# Notre-Dame-Auxiliatrice-de-Buckland
Notre-Dame-Auxiliatrice-de-Buckland eller kort Buckland är en kommun av typen socken (municipalité de paroisse) i provinsen Québec i Kanada. Den ligger i regionen Chaudière-Appalaches, i den sydöstra delen av landet, 400 km öster om huvudstaden Ottawa.